# Keith Emerson

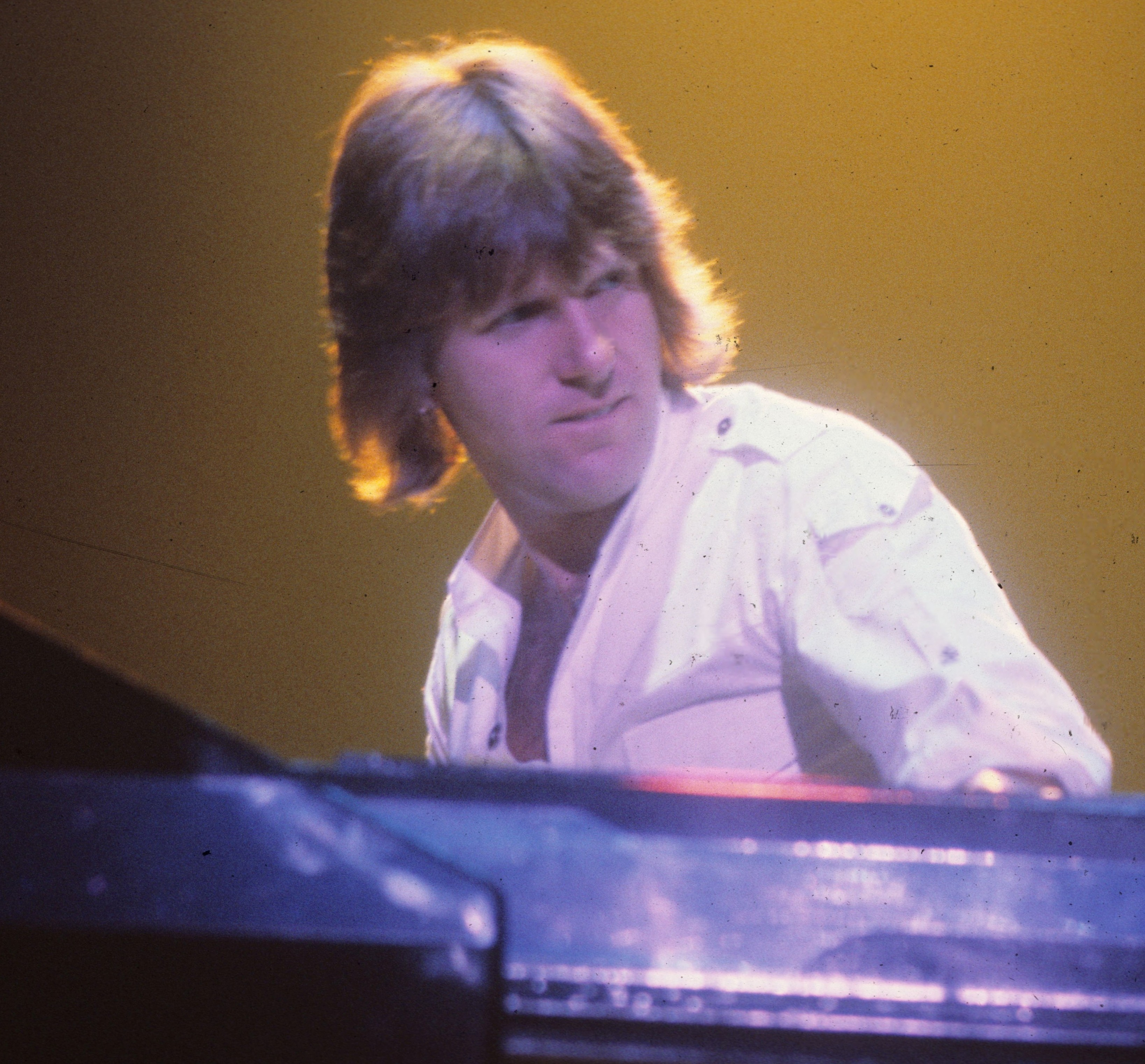
Keith Emerson

Keith Noel Emerson (Todmorden, Anglaterra, 2 de novembre de 1944; Santa Mònica, Califòrnia, 10 de març de 2016), fou un pianista, teclista i compositor britànic. Començà la seva carrera al grup The Nice, i després va passar a formar part d'Emerson, Lake & Palmer (ELP), un dels primers super grups dels anys 70. Després de la dissolució d'ELP, tornà a reunir-se amb els integrants de The Nice a mitjans dels anys 90 per fer una gira de concerts.

## Trajectòria
Keith Emerson nasqué en Todmorden, (Yorkshire Occidental), al nord d'Anglaterra. De petit aprengué a tocar el piano (bàsicament música clàssica europea), d'on es va inspirar per crear el seu estil propi, combinant música clàssica, jazz i rock a les seves obres. Com a instrumentista de l'orgue Hammond, Emerson va trobar el 1969 una oportunitat de treballar amb en Robert Moog i el seu invent, el mòdul Moog, un sintetitzador analògic. Emerson fou el primer músic a fer una gira amb aquests sintetitzadors.
Emerson fou conegut per la seva tècnica i virtuosisme, i per les seves pallassades a l'escenari; que inclouen l'ús de ganivets per prémer les tecles de l'orgue als seus solos, tocant l'orgue al revés i utilitzant un dispositiu especial per fer rotar el piano mentre toca (això era púrament teatral, ja que els pianos acústics no poden funcionar quan roten d'aquesta manera). Juntament amb els seus contemporanis (com ara Richard Wright de Pink Floyd; Tony Banks de Genesis; Rick Wakeman de Yes i Jon Lord de Deep Purple), Keith Emerson és reconegut com un dels teclistes més influents de l'era del rock progressiu.

## Discografia
| • Emerson, Lake and Palmer |
| -------------------------- |
|                            |

| • Tarkus |
| -------- |
|          |

| • Pictures at an Exhibition |
| --------------------------- |
|                             |

| • Trilogy |
| --------- |
|           |

| • Brain Salad Surgery |
| --------------------- |
|                       |

| • Welcome Back My Friends to the Show That Never Ends – Ladies and Gentlemen |
| ---------------------------------------------------------------------------- |
|                                                                              |

| • Works Volume 1 |
| ---------------- |
|                  |

| • Works Volume 2 |
| ---------------- |
|                  |

| • Love Beach |
| ------------ |
|              |